# Georges Caspari
Georges Caspari, né à Lausanne le 4 octobre 1917 et mort le 20 novembre 2002, est un écrivain, conseil en publicité et bellettrien vaudois.

## Biographie
Après avoir obtenu une licence H.E.C. en 1943, il travaille pendant deux ans au Département fédéral de justice et police à Berne. De 1944 à 1948, il est chef de publicité chez Paillard SA à Sainte-Croix, puis de 1948 à 1952 chez Oméga à Bienne. Dès 1952, il travaille comme conseil en publicité à Genève pour Advertising Agency. 
Georges Caspari se consacre aussi à l'écriture. Les romans et les poèmes de cet ancien capitaine d'infanterie, devenu châtelain de Dully en 1956, témoignent de son admiration pour la gent féminine.
Georges Caspari se définissait comme un séducteur, fuyant l'amour afin de pouvoir rencontrer plus de femmes. Il apparaît longuement dans un documentaire de 1992 de la Télévision Suisse Romande consacrée aux séducteurs.
Georges Caspari décède le 20 novembre 2002 à l'âge de 86 ans.

## Œuvres
- La maison de Sylvie ; Amour ; Exil ; Prison ; Art poétique, par Théophile de Viau ; textes choisis et présentés par Georges Caspari, Porrentruy : Portes de France, 1945.

- Puisque les rats quittent le navire, [Lausanne] : Aux portes de la Karantaine, 1957.

- Le Cèdre, [éd. Mutuelle vaudoise accidents] ; [texte de Georges Caspari] ; [photogr. M. Vulliemin... et al.]  [S.l.] : [s.n.], 1959.

- Poèmes zérotiques [Dully : Georges Caspari?] 1971.

- Le miroir à deux singes [roman], Lausanne : Éd. du Revenandray, 1975.

- Les obsessions tactiques d'un publicitaire en tenue de campagnes, Lausanne : Favre, 1988.

- Le château à la langue pendue, [Château de Dully], Yens/Morges : Éd. Cabédita, 1990.

## Sources
- « Georges Caspari », sur la base de données des personnalités vaudoises sur la plateforme « Patrinum » de la Bibliothèque cantonale et universitaire de Lausanne.
- Livre d'or du 150e anniversaire, 1806-1956 Belles Lettres de Lausanne, p. 520 (Belletrien le 18 janvier 1940)
- 24 Heures, 1999/10/01 & 2002/11/23-24, p. 32
- SCENES MAGAZINE - Zoé Jenny - Georges Caspari
- Les séducteurs, documentaire de la Télévision Suisse Romande